# Кочи Беj
Кочи Беj jе османски државник 17. вијека. Студирао је у Ендеруну.
За време владавине султана Мурата (1623-1640) и Ибрахима (1640-1648) заузима високе државне положаје. Заједно са Муратом отпутовао је у Багдад, гдје је саставио своју прву рисале (дидактичку расправу). За време султанове владавине, Ибрахим је саветник султана и пише друго рисале. У својим расправама анализира узроке економске кризе, војску и политичке структуре Османског царства, критикујући локалне власти које криве за корупцију. 
Кочи Беj сматра да је година смрти султан Селим (1574) била прекретница у отоманској историји, а затим почиње период дубљег пада са убиствима Шејтаноглу и Мехмед-паша Соколовић. За Кочи Беj је од кључног значаја управљање тимаром и зиаметом, као и стање Јањичарског корпуса. Пад меритократије довео је до пада државне власти, каже Кочи Беj. Она такође нуди смањење пореског оптерећења становништва Османског царства. 
Кочи Беj умире заборављен након Јашког сабора и прије Ера Ћуприлића.